# Соглашения Артемиды
Соглашения Артемиды (англ. Artemis Accords) — международное соглашение между правительствами стран, участвующих в программе Артемида, регулирующее принципы сотрудничества и гражданской деятельности по исследованию и использованию Луны, Марса, комет и астероидов в мирных целях. Они базируются на Договоре о космосе 1967 года.
Соглашения были подписаны 13 октября 2020 года директорами восьми национальных космических агентств: США, Австралии, Великобритании, Италии, Канады, Люксембурга, ОАЭ и Японии. Позже к договору присоединились другие страны. Соглашения остаются открытыми для подписания на неопределённый срок, поскольку НАСА ожидает, что другие страны присоединятся к ним. На данный момент его подписало 55 стран.
Документ формулирует самые общие принципы и носит рекомендательный характер. Хотя большинство пунктов были хорошо встречены международным сообществом, его экономическая часть подверглась критике.

## Страны подписавшие соглашения
| дата подписания  | государство              | комментарий |
| ---------------- | ------------------------ | --- |
| 13 октября 2020  | США                      | |
| 13 октября 2020  | Австралия                | |
| 13 октября 2020  | Канада                   | |
| 13 октября 2020  | Япония                   | |
| 13 октября 2020  | Люксембург               | |
| 13 октября 2020  | Италия                   | |
| 13 октября 2020  | Великобритания           | |
| 13 октября 2020  | ОАЭ                      | |
| 12 ноября 2020   | Украина                  | |
| 24 марта 2021    | Республика Корея         | |
| 31 мая 2021      | Новая Зеландия           | |
| 15 июня 2021     | Бразилия                 | Маркус Понтис, министр науки, технологий и инноваций.                                                           |
| 26 октября 2021  | Польша                   | |
| 9 декабря 2021   | Мексика                  | |
| 26 января 2022   | Израиль                  | |
| 1 марта 2022     | Румыния                  | |
| 4 марта 2022     | Бахрейн                  | |
| 8 марта 2022     | Сингапур                 | |
| 10 мая 2022      | Колумбия                 | |
| 7 июня 2022      | Франция                  | |
| 14 июля 2022     | Саудовская Аравия        | |
| 13 декабря 2022  | Руанда                   | |
| 13 декабря 2022  | Нигерия                  | |
| 3 мая 2023       | Чехия                    | |
| 20 мая 2023      | Испания                  | |
| 21 июня 2023     | Эквадор                  | |
| 22 июня 2023     | Индия                    | |
| 27 июля 2023     | Аргентина                | Даниэль Фильмус, министр технологий и инноваций Аргентины.                                                      |
| 14 сентября 2023 | Германия                 | |
| 10 октября 2023  | Исландия                 | |
| 1 ноября 2023    | Нидерланды               | |
| 9 ноября 2023    | Болгария                 | |
| 1 декабря 2023   | Ангола                   | |
| 23 января 2024   | Бельгия                  | Хаджа Лабиб, министр иностранных дел Бельгии.                                                                   |
| 9 февраля 2024   | Греция                   | |
| 16 февраля 2024  | Уругвай                  | |
| 15 апреля 2024   | Швейцария                | |
| 16 апреля 2024   | Швеция                   | |
| 19 апреля 2024   | Словения                 | От Словении договор подписал Матеуш Франеж, государственный секретарь Министерства экономики, туризма и спорта. |
| 15 мая 2024      | Литва                    | Подписала Аушрине Армонайте, министр экономики и инноваций Литвы.                                               |
| 30 мая 2024      | Перу                     | Хавьер Гонсалес-Олаэчеа, министр иностранных дел Перу                                                           |
| 30 мая 2024      | Словакия                 | |
| 13 июня 2024     | Армения                  | Подписал Мхитар Айрапетян, министр высокотехнологической промышленности Республики Армения                      |
| 4 октября 2024   | Доминиканская Республика | Подписал Соня Гусман, посол Доминиканской Республики в США.                                                     |
| 13 октября 2024  | Эстония                  | Подписан министром экономики и промышленности Эркки Келдо                                                       |
| 23 октября 2024  | Кипр                     | Подписал Никодимос Дамиану, заместитель министра исследований, инноваций и цифровой политики.                   |
| 25 октября 2024  | Чили                     | Подписан Айсен Этчеверри, министром науки, технологий, знаний и инноваций.                                      |
| 13 ноября 2024   | Дания                    | Кристина Эгелунн, министр высшего образования и науки.                                                          |
| 11 декабря 2024  | Панама                   | Хосе Мигель Алеман Хили, посол Республики Панама в США.                                                         |
| 11 декабря 2024  | Австрия                  | Петра Шнеебауэр, посол Австрийской Республики в США.                                                            |
| 16 декабря 2024  | Таиланд                  | Пакорн Апафант, исполнительный директор Агентства по развитию геоинформатики и космических технологий.          |
| 20 декабря 2024  | Лихтенштейн              | Райнер Шнепфляйтнер, директор Управления коммуникаций Лихтенштейна.                                             |
| 21 января 2025   | Финляндия                | Вилле Рюдман, министр экономики Финляндии.                                                                      |
| 8 апреля 2025    | Бангладеш                | Ушраф Уддин, министр обороны Бангладеша.                                                                        |
| 15 мая 2025      | Норвегия                 | Сесилия Мирсет, министр торговли и промышленности Норвегии.                                                     |

## Потенциальные подписанты
Правительства Португалии и США намерены начать переговоры о подписании соглашения.

## Соглашения
- Никакого оружия: Подтверждение, что совместная деятельность в соответствии с настоящими Соглашениями должна осуществляться исключительно в мирных целях и в соответствии с соответствующим международным правом.
- Прозрачность: Подтверждение приверженности прозрачности и обмену научной информацией в соответствии со статьёй XI Договора о космосе.
- Технологическая совместимость: Обязательство прилагать усилия для использования текущих стандартов функциональной совместимости для космической инфраструктуры и устанавливать стандарты, когда они не существуют или неадекватны.
- Взаимопомощь: Обязательство прилагать все усилия для оказания необходимой помощи космическому персоналу, терпящему бедствие, в соответствии с их обязательствами по Соглашению о спасении и возвращении.
- Регистрация: Определяет ответственность за регистрацию объектов в космосе, как того требует Конвенция о регистрации.
- Доступ к информации: Приверженность публичному обмену информацией о своей деятельности и открытому обмену научными данными. При этом подписавшие соглашаются координировать свои действия друг с другом для обеспечения надлежащей защиты любой конфиденциальной и / или контролируемому экспорту информации, и это положение не распространяется на операции частного сектора, если они не проводятся от имени подписавшего.
- Охрана исторического наследия: Соглашение о сохранении космического наследия, которое, по их мнению, включает в себя исторически значимые места посадки людей или аппаратов, космические корабли и другие свидетельства деятельности, а также содействие многонациональным усилиям по разработке практик и правил для этого.
- Коллективная собственность и общая ответственность: Соглашение о том, что добыча и использование космических ресурсов должны осуществляться в соответствии с Договором о космосе и в поддержку безопасной и устойчивой деятельности. Подписавшие подтверждают, что это по своей сути не является национальным присвоением, которое запрещено Договором о космосе. Они также выражают намерение внести свой вклад в многосторонние усилия по дальнейшему развитию международной практики и правил по этому вопросу.
- Предотвращение конфликтов: Подтверждает приверженность подписавших сторон положениям Договора о космосе, касающимся должного учёта и вредного вмешательства в деятельность других стран, а также предоставления информации о местонахождении и характере космической деятельности. Подписавшие стороны выражают намерение внести свой вклад в многосторонние усилия по дальнейшему развитию международной практики, критериев и правил, обеспечивающих это. Для реализации этого соглашения предусматривают объявление «зон безопасности», где другие операции или аномальное событие могут разумно вызвать вредные помехи. Размер и объём этих безопасных зон должны основываться на характере и окружающей среде проводимых операций и определяться разумным образом с использованием общепринятых научных и инженерных принципов. В своих зонах безопасности подписавшие обязуются уважать принцип свободного доступа других сторон ко всем зонам небесных тел, а также остальные положения Договора о космосе.

- Уборка космического мусора: Обязательство по уменьшению образования космического мусора и ограничению образования нового вредного космического мусора в ходе обычных операций, разрушения на этапе эксплуатации или после завершения миссии.

- Зоны безопасности: Это зоны, в которых будет осуществляться координация и защита от внешних угроз. Размер и сфера охвата зоны безопасности должны определяться разумным образом с использованием общепринятых научных и инженерных принципов. Ожидается, что характер и существование зон безопасности будут меняться с течением времени, отражая  статус соответствующей операции. Зоны безопасности, в конечном счете, будут временными и прекратятся после прекращения соответствующей операции.